# Radui, Pernik
Radui (în bulgară Радуй) este un sat în comuna Pernik, regiunea Pernik,  Bulgaria. 

## Demografie
Componența etnică a satului Radui
     Bulgari (100%)
     Nicio identificare (0%)
     Altele (0%)
La recensământul din 2011, populația satului Radui era de 51 locuitori. Din punct de vedere etnic, toți locuitorii erau bulgari.